# Johnny Herrera
Johnny Cristián Herrera Muñoz (Angol, 1981. május 9. –) chilei válogatott labdarúgó kapus.

## Sikerei, díjai
Universidad de Chile
- Chilei bajnok (2): 1999, 2000
- Chilei kupagyőztes (2): 2000, 2012–13
- Copa Sudamericana (1): 2011

## Fordítás
Ez a szócikk részben vagy egészben  a   Johnny Herrera (goalkeeper) című angol Wikipédia-szócikk fordításán alapul.  Az eredeti cikk szerkesztőit annak laptörténete sorolja fel. Ez a jelzés csupán a megfogalmazás eredetét és a szerzői jogokat jelzi, nem szolgál a cikkben szereplő információk forrásmegjelöléseként.